# فضای تابع
یک فضای تابع (به انگلیسی: function space) در ریاضیات، یک مجموعه تابع بین دو مجموعه ثابت است. معمولاً دامنه و/یا هم‌دامنه ساختاری اضافی دارد که از فضای تابعی به ارث برده می‌شود. برای مثال، مجموعه توابع از هر مجموعه X به یک فضای برداری دارای ساختار فضای برداری طبیعی است که توسط جمع و ضرب نرده‌ای نقطه‌گون معین می‌شود. در سناریوهای دیگر، فضای تابعی ممکن است ساختارهای توپولوژیکی یا متریکی را به ارث ببرد، از این رو نام فضای تابعی دارد.

## در جبر خطی
فرض کنید V یک فضای برداری روی میدان F باشد و فرض کنید X یک مجموعه باشد. می‌توان به توابع X → V ساختار یک فضای برداری روی F را داد که در آن عمل‌ها به صورت نقطه‌گون تعریف شده‌اند، یعنی، برای هر f, g: X → V، هر x در X و هر c در F، تعریف می‌کنیم
{\displaystyle {\begin{aligned}(f+g)(x)&=f(x)+g(x)\\(c\cdot f)(x)&=c\cdot f(x)\end{aligned}}}
وقتیکه دامنه X ساختار اضافی دارد، می‌توان در عوض زیرمجموعه (یا زیرفضا) همه چنین توابعی را در نظر بگیریم که ساختار را نگهداری می‌کند. برای مثال، اگر X یک فضای برداری روی F هم باشد، مجموعه نگاشت‌های خطی X → V یک فضای برداری روی F می‌سازند که عمل‌های نقطه‌ای دارند (معمولا به صورت Hom(X,V) نشان داده می‌شوند. یکی از چنین فضاهایی فضای دوگان V است: مجموعه تابعی‌های خطی V → F که در آن جمع و ضرب نرده‌ای به صورت نقطه‌گون تعریف شده‌اند.

## مثال‌ها
فضاهای تابعی در زمینه‌های متعددی از ریاضیات پدیدار شده‌اند:
- در نظریه مجموعه‌ها، مجموعه توابع از X به Y را می‌توان به صورت X → Y یا YX نشان داد.
  - به عنوان یک حالت خاص، مجموعه توانی یک مجموعه X را می‌توان به صورت مجموعه همه توابع از X به {۰, ۱} شناسایی کرد، که به صورت 2X نشان داده می‌شود.
- مجموعه تناظرهای دوسویه از X به Y به صورت {\displaystyle X\leftrightarrow Y} نشان داده می‌شود. نماد فاکتوریل X! را می‌توان برای جایگشت‌های یک مجموعه منفرد X استفاده کرد.
- در آنالیز تابعی از همین موضوع برای تبدیل‌های خطی پیوسته استفاده شده، که شامل توپولوژی‌ها روی فضاهای برداری در بالا، و بسیاری از مثال‌های اصلی همان فضاهای تابع هستند که یک توپولوژی را حمل می‌کنند؛ مشهورترین مثال‌ها فضاهای هیلبرت و فضاهای باناخ هستند.
- در آنالیز تابعی، مجموعه همه توابع از اعداد طبیعی با یک مجموعه X را یک فضای دنباله می‌نامند. این شامل همه مجموعه همه دنباله‌های ممکن از عناصر X است.
- در توپولوژی، ممکن است بخواهیم یک توپولوژی روی فضای توابع پیوسته از یک فضای توپولوژیکی X به دیگری Y بگذاریم، این بسته به امکان طبیعت فضاها دارد. یک مثال معمول همان توپولوژی فشرده-باز است، مثل فضای حلقه. همچنین توپولوژی حاصل‌ضربی روی فضای توابع مجموعه نظری YX (یعنی توابعی که الزاماً پیوسته نیستند) موجود است. در این زمینه، این توپولوژی به عنوان توپولوژی همگرایی نقطه‌گون شناخته می‌شود.
- در توپولوژی جبری، مطالعه نظریه هوموتوپی به صورت اساسی مطالعه نامتعیرهای گسسته فضاهای تابعی است؛
- در نظریه فرایندهای تصادفی، مسئله فنی اصلی آن است که چگونه یک سنجه احتمالی، روی فضای تابعی مسیرهای فرایند بسازیم (که توابعی از زمان هستند).
- در نظریه رسته‌ها، به فضای تابع یک شیء توانی یا شیء نگاشت گفته می‌شود. این از روشی مثل دوتابع‌گون کانونی نمایش داده می‌شود؛ اما به عنوان یک تابع‌گون (منفرد)، از نوع [X, -] به صورت یک تابع‌گون مجاورتی به یک تابع‌گون از نوع (-×X) روی اشیاء نمایان می‌گردد؛
- در برنامه‌نویسی تابعی و حساب لامبدا، از انواع تابع برای بیان ایده توابع مرتبه-بالاتر استفاده می‌شود.
- در نظریه دامنه، ایده اصلی یافتن ساختارهایی از ترتیب جزئی است که می‌تواند حسابان لامبدا را توسط یک رسته بسته دکارتی خوش-رفتار مدل کند، می‌باشد.
- در نظریه نمایش گروه‌های متناهی، اگر دو نمایش متناهی-بعد V و W از یک گروه G داده شود، می‌توان یک نمایش از G روی فضای برداری نگاشت‌های خطی Hom(V,W) بسازد که نمایش Hom نامیده می‌شود.[۱]

## آنالیز تابعی
آنالیز تابعی حول و حوش فنون مناسب برای همراهی فضاهای برداری مثل فضاهای برداری توپولوژیکی با ایده‌هایی است که به فضاهای نرم‌دار متنهای بعد اعمال می‌شود، می‌باشد. در اینجا از خط حقیقی به عنوان دامنه نمونه استفاده می‌کنیم، اما فضاهای زیر روی زیرمجموعه‌های باز مناسب {\displaystyle \Omega \subseteq \mathbb {R} ^{n}} موجوداند:

## نرم
اگر y یک عنصر از فضای تابع {\displaystyle {\mathcal {C}}(a,b)} از همه توابع پیوسته‌ای باشد که روی بازه بسته [a, b] تعریف شده‌اند، نرم {\displaystyle \|y\|_{\infty }} که روی {\displaystyle {\mathcal {C}}(a,b)} تعریف شده‌است، همان مقدار قدرمطلق حداکثری y (x) برای a ≤ x ≤ b است،
{\displaystyle \|y\|_{\infty }\equiv \max _{a\leq x\leq b}|y(x)|\qquad {\text{where}}\ \ y\in {\mathcal {C}}(a,b)}
که نرم همسان یا نرم زبرینه ('sup norm') نامیده می‌شود.